# Childebert III.

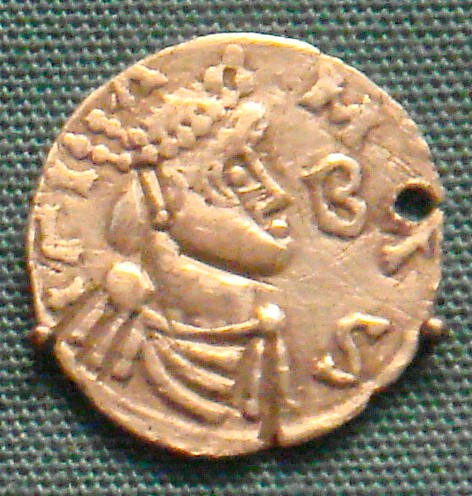
Childebert III.

Childebert III. (* um 678/679; † 711 vor dem 2. März) war  von 694 bis zu seinem Tod Frankenkönig aus dem Geschlecht der Merowinger. 
Childebert war der Sohn von Theuderich III. und der Chrodechild. 694 folgte er seinem Bruder Chlodwig III. auf dem Thron, wobei der mächtige Hausmeier und princeps francorum Pippin der Mittlere die Regierungsgeschäfte dominierte. Im Gegensatz zu seinen Vorgängern und Nachfolgern wurde Childebert in Choisy-au-Bac bei Compiègne beerdigt und nicht in der Basilika Saint-Denis, der üblichen Grablege der Merowinger. 
Kurz vor seinem 16. Geburtstag heiratete er eine „Frau fränkischen Ursprungs, vom Herzog Adalrich (Eticho?) wegen ihrer übertriebenen Unkeuschheit verstoßen“. Über diese Frau, die Mutter seiner Kinder, ist aber weiter nichts bekannt (siehe auch: Falsche Merowinger). Seine Kinder waren Dagobert III. und (vermutlich) Chlothar IV.
Über die politische Tätigkeit Childeberts ist nichts Konkretes bekannt. Allerdings nennt ihn der Liber Historiae Francorum („Frankenchronik“) von 727 einen vir inclytus („berühmter Mann“) und bonae memoriae gloriosus dom(i)nus Childebertus rex iustus („der ruhmreiche Herr guten Andenkens Childebert, der gerechte König“). Wie es zu diesem ungewöhnlichen Urteil kam – die übrigen späten Merowinger werden vom Liber Historiae Francorum nie in vergleichbarer Weise beschrieben – ist bislang völlig ungeklärt. Gleiches gilt für die Frage, wieso der König nicht in Saint-Denis beigesetzt wurde.
Nach Ansicht einiger Gelehrten begehrte Childebert 698, anlässlich der Feierlichkeiten nach Pippins Sieg über den Friesen Ratbod, gegen den Hausmeier auf. Dieser Versuch einer Emanzipation schlug offenbar fehl, und Childebert wurde anschließend, wie es heißt, bis zu seinem Tode in einem Adelshof bei Compiègne interniert, was die ungewöhnliche Wahl des Ortes seiner Beisetzung erklären würde.
Auguste Trognon übersetzte 1825 alte, lateinisch verfasste Manuskripte aus der Abtei Saint St-Julien in Brioude ins Französische. Eines davon befasst sich mit dem kompletten Leben Childeberts III.

### Sekundärliteratur
- Felix Dahn: Childebert III. In: Allgemeine Deutsche Biographie (ADB). Band 47, Duncker & Humblot, Leipzig 1903, S. 472 f.
- Eugen Ewig: Die Merowinger und das Frankenreich. 2. überarbeitete und erweiterte Auflage. Verlag W. Kohlhammer, Stuttgart u. a. 1993, ISBN 3-17-012557-5 (Urban-Taschenbücher 392).
- Eugen Ewig: Die fränkischen Teilreiche im 7. Jahrhundert. In: Trierer Zeitschrift 22, 1953, S. 139 ff.
- Rudolf Schieffer: Die Karolinger. Verlag W. Kohlhammer, Stuttgart u. a. 1992, ISBN 3-17-010759-3 (Kohlhammer-Urban-Taschenbücher 441).